# (474015) 2016 GU3
(474015) 2016 GU3 es un asteroide perteneciente al cinturón de asteroides, descubierto el 15 de junio de 2007 por el equipo del Spacewatch desde el Observatorio Nacional de Kitt Peak, Arizona, Estados Unidos.

## Designación y nombre
Designado provisionalmente como 2016 GU3 .

## Características orbitales
2016 GU3 está situado a una distancia media del Sol de 2,925 ua, pudiendo alejarse hasta 3,061 ua y acercarse hasta 2,788 ua. Su excentricidad es 0,046 y la inclinación orbital 10,88 grados. Emplea 1827 días en completar una órbita alrededor del Sol.

## Características físicas
La magnitud absoluta de 2016 GU3 es 16,153.